# Svart kardemumma
Svart kardemumma eller nepalkardemumma (Amomum subulatum), är en flerårig liljeliknande ört som är upp till 1,5 meter hög. 
Bladen är upp till 40 centimeter långa. Blommorna är vita  med rosaröda fläckar. Frukten är en cirka 2–3 centimeter lång brun frökapsel som innehåller bruna frön. Svart kardemumma är nära släkt med vanlig kardemumma.
Arten beskrevs av William Roxburgh och den ingår i familjen ingefärsväxter (Zingiberaceae). Inga underarter finns listade i Catalogue of Life.

## Historia
Den svarta kardemumman kommer ursprungligen från Nordindien och är en traditionell mat- och medicinalväxt i Kina, Nordindien och Nepal. Kryddan användes av grekerna redan runt 300 f. Kr.
Ordet kardemumma kan härledas till sankrit kardamah som betyder bottensats eller orenlighet. Det syftar på bottensatsen vid vinjäsningen.

## Användning
Svart kardemumma används främst i centrala och östliga Asien.
Smaken är rökig och kamferliknande och passar bra till olika kötträtter, men i motsats till den gröna kardemumman, används den svarta kardemumman sällan i söta rätter. Kryddans smak tar lång tid på sig att utvecklas och används därför ofta i långkok. I Indien används svart kardemumma ofta i smaksatt te och i kryddblandningar som garam masala.

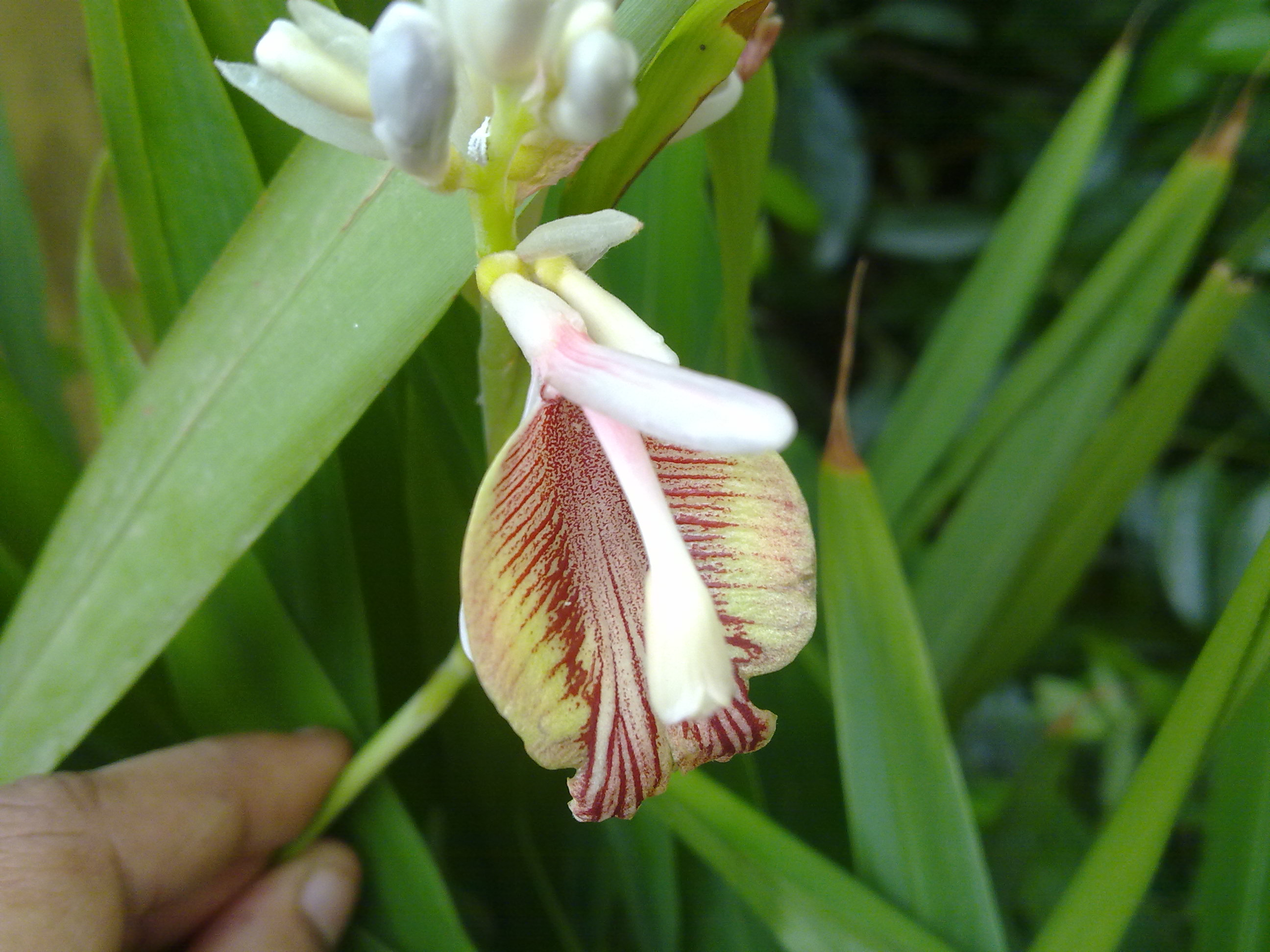
Blommande svart kardemumma
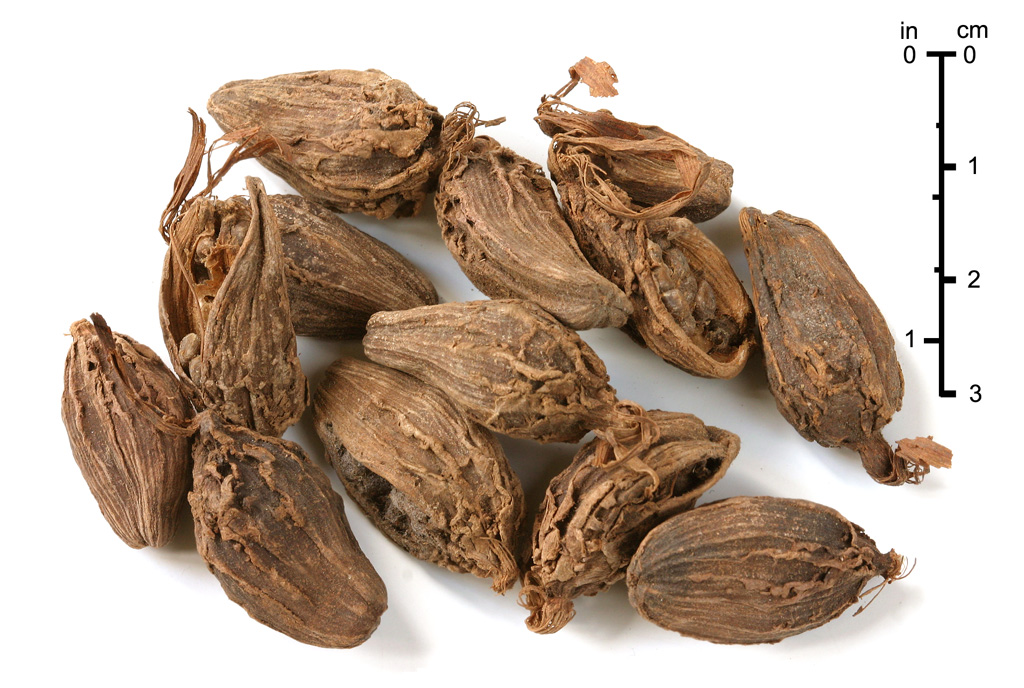
Frukter av svart kardemumma